# Lletres gimnastes
Lletres Gimnastes és una obra d'art visual creada pel poeta i artista plàstic català Joan Brossa i Cuervo l'any 1997. Fou creat per a la botiga El Ingenio, en aquell moment la més antiga en el seu àmbit a Barcelona, com a poema corpori i per a retre homenatge i record al senyor Cardona, fundador de l'establiment.
El conjunt poètic és al carrer de Rauric número 6 del Cap i Casal i pertany al Catàleg d'art públic de l'Ajuntament de Barcelona. El juliol del 2023 saltà l'alarma pública, a través de les xarxes socials, quan el fragment exterior de l'obra desaparegué sense que la Guàrdia Urbana pogués atribuir si havia estat un robatori.

## Descripció
L'obra està composta per dos elements complementaris, cadascun dels quals té dues lletres A majúscules de color vermell. Les quatre lletres, creades amb resines de polièster i placa esmaltada, estan distribuïdes en dos conjunts. El primer està ubicat a la paret esquerra de l'entrada de la botiga, i està integrat per dues A, una al costat de l'altra, coronades per una placa on es pot llegir el títol "Lletres Gimnastes". El segon element es troba col·locat a l'entrada de l'establiment (tancat d'ençà del 2019 i pertanyent a l'Ajuntament de Barcelona); està penjat del sostre, on també dues A, una al damunt de l'altra, realitzen un exercici gimnàstic.

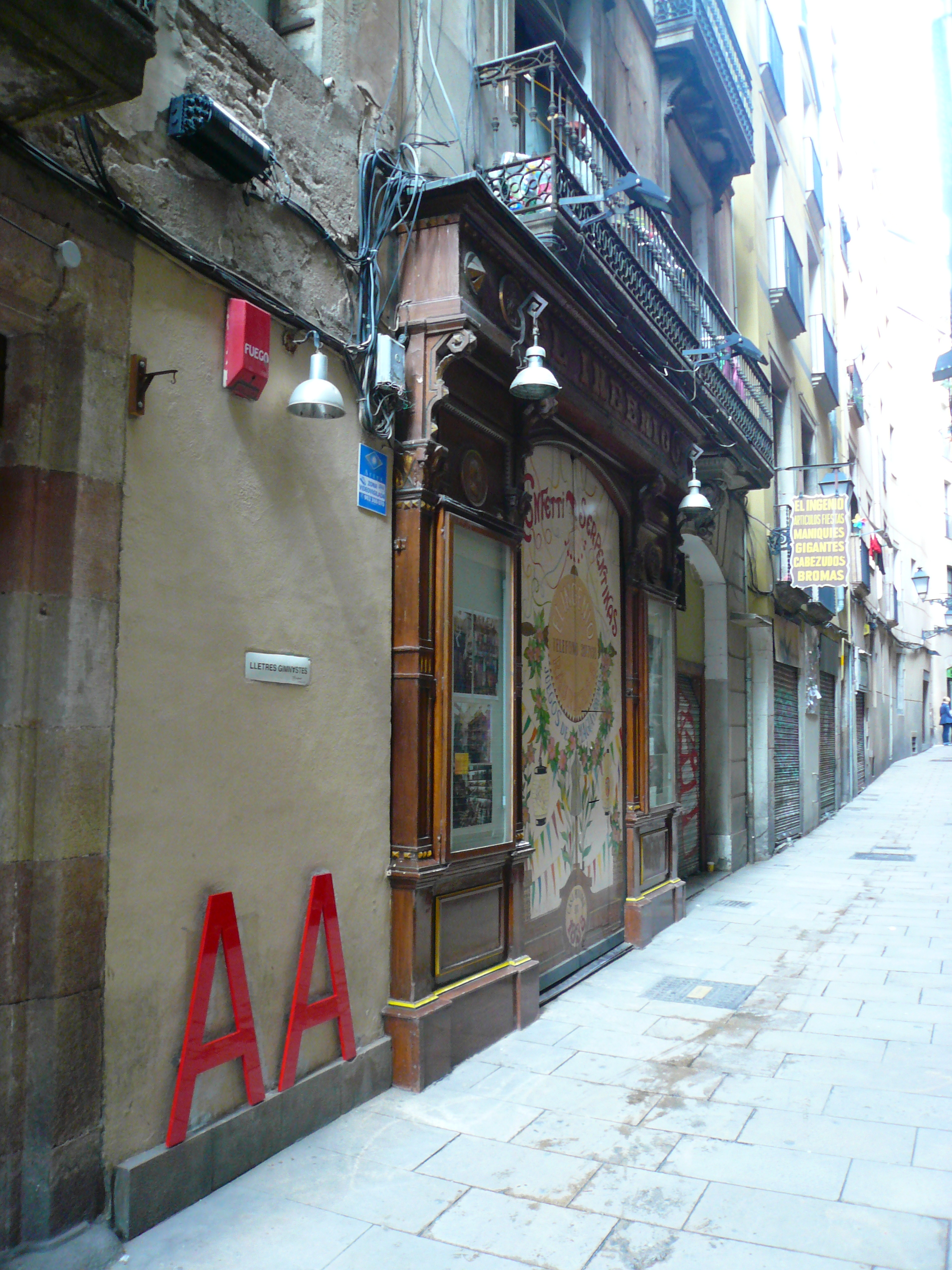
Les dues lletres a l'exterior esquerre de la botiga
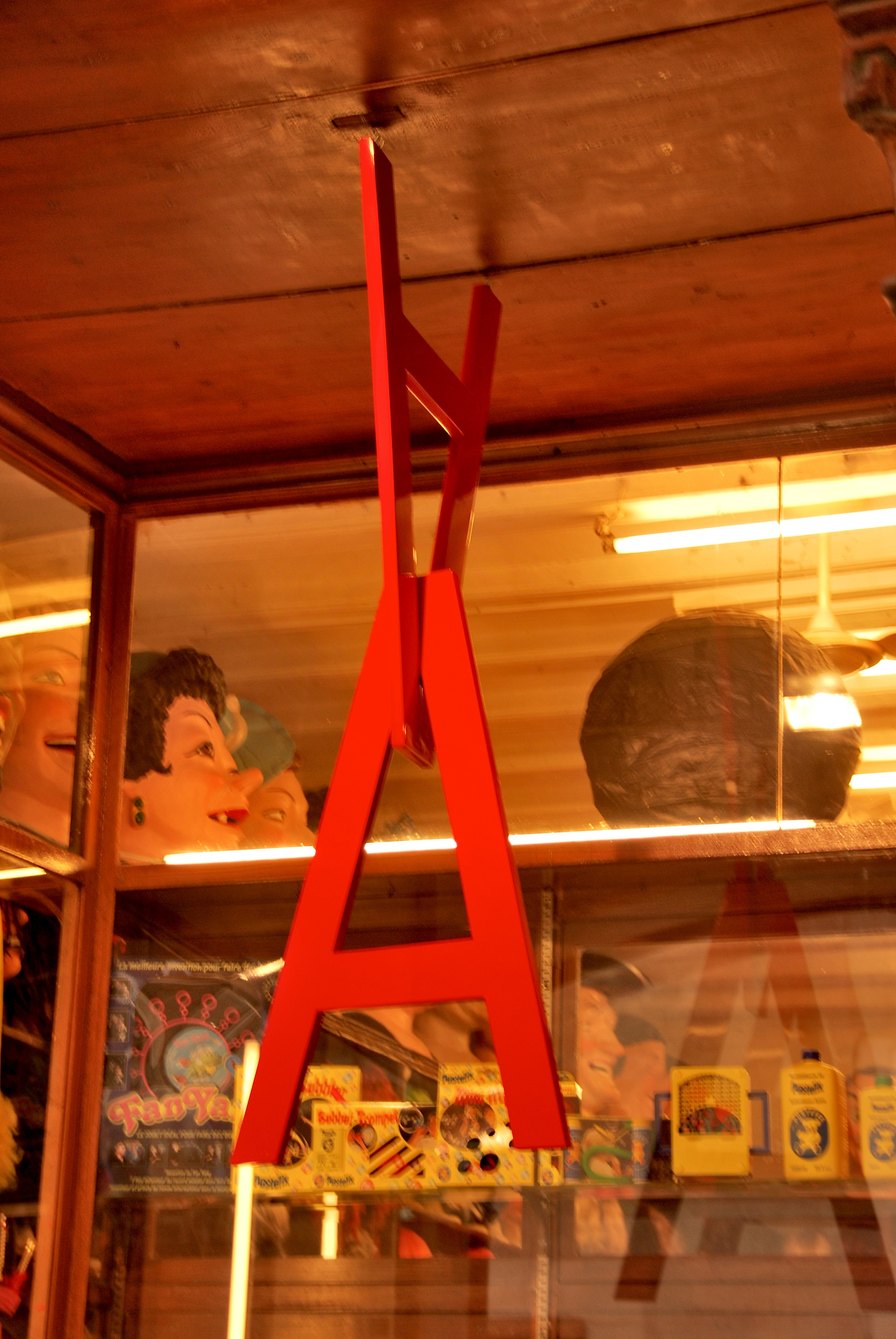
Les dues lletres penjades l'una de l'altra a l'interior de l'establiment

## Anàlisi formal
El conjunt, que representa un poema corpori, no només està dedicat a la botiga El Ingenio, sinó que es vincula al món de la faràndula i ret també homenatge a la cultura popular, al món del Carnaval i al de les festes populars, que representen diverses de les grans passions de Brossa. Es tracta d'un poema que fa referència al sentit lúdic de la vida, present a tota l'obra de Joan Brossa, amb un pes més important en aquesta obra pel fet d'estar relacionada amb els elements festius i els jocs. La lletra A, com a primera lletra de l'alfabet, representa una introducció al coneixement, a més de ser una de les lletres més utilitzades a l'obra del poeta —per exemple a A de barca i a poema visual transitable en tres temps.